# Break the Ice
Break The Ice er en sang af den amerikanske popsangerinde Britney Spears og optræder som det fjerde nummer på hendes 5. studiealbum Blackout. Sangen er skrevet af Keri Hilson og Nate 'Danja' Hills og også produceret af Nate 'Danja' Hills, der også står bag førstesinglen 'Gimme more'. Sangen blev lækket på nettet d. 3. september 2007 under navnet 'Been a while' , men blev senere omdøbt til 'Break the ice' hvilket også er sangens egentlige titel.
Det vides endnu ikke om sangen vil blive udgivet som single. 

## Sangtekst
Sangen handler om Britney der møder sin ekskærester for første gang efter deres brud og prøver at 'bryde isen'. 
Sangen starter med at Britney hvisker disse ord:
| Første vers: "It’s Been Awhile I know I shouldn’t have kept you waiting But I’m here now" | Oversat: "Det er et stykke tid siden " Jeg ved godt jeg ikke skulle have ladet jer vente Men jeg er her nu" |

Nogle mener at disse ord er ment som en hilsen / undskyldning til hendes fans, siden dette er Britneys første album i 3 år. [kilde mangler]